# 洛佩·德·维加

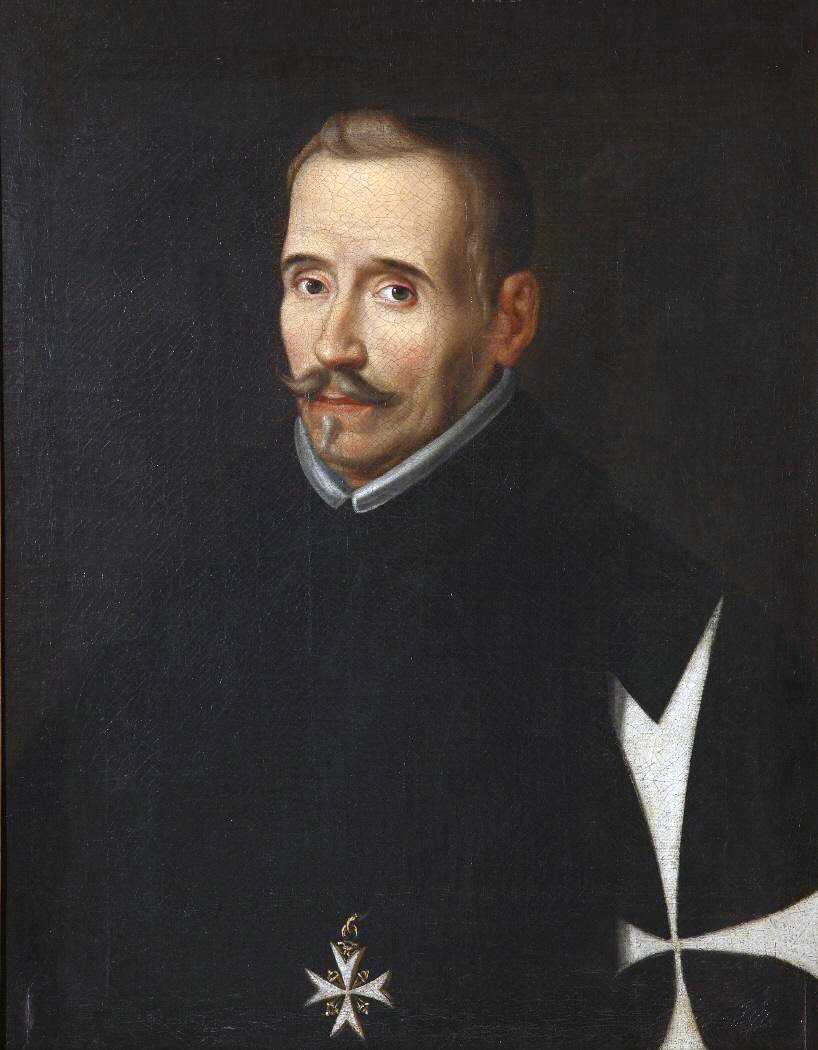
洛佩·德·维加（1627年绘）

费利克斯·洛佩·德·维加-卡尔皮奥（西班牙語：Félix Lope de Vega y Carpio，1562年11月25日—1635年8月27日），西班牙剧作家、诗人，西班牙黄金时代最重要的作家之一。他的作品之广度更使其跻身世界文学多产作家的行列。
洛佩·德·维加被一些人称作“天才中的凤凰”（Fénix de los ingenios），而塞万提斯则叫他“大自然的精怪”（Monstruo de Naturaleza）。他创定了西班牙巴洛克古典戏剧的准则，至今其作品仍在古典戏剧节里被排演。他同时也是一位西班牙语界的伟大的抒情诗人，他对于西班牙文化的影响一直持续着。
洛佩·德·维加一生创作了三千多首十四行诗、三部小说、四篇短篇小说、九首叙事诗、三首教学诗以及大量的剧本（据胡安·佩雷斯·德·蒙塔尔班统计有一千八百多部），尝试了除流浪汉小说外的所有文学创作类型。作家的人生经历与其作品一样极其的丰富。
大部分为喜剧，题材广泛，描绘人物众多；其中写社会问题的剧作多取材于民族历史和传说；他的剧本反映当时中小贵族和市民阶层生活以及农民反抗的斗争，抨击了等级偏见，但又颂扬君权。
他是弗朗西斯科·德·戈维多的朋友，同时又是胡安·鲁伊斯·德·阿拉爾孔、塞万提斯和貢戈拉的敌人。

## 作品列表

### 剧本
只列出有代表性的作品，原作大约有1500或1800部。
- 《舞蹈大师》El maestro de danzar (1594)
- 《瓦伦西亚少女》Los locos de Valencia
- 《马德里的矿泉水》El acero de Madrid
- 《园丁之犬》El perro del Hortelano
- 《瓦伦西亚寡妇》La viuda valenciana
- 《最好的法官是国王》El mejor alcalde, el Rey
- 《克里斯托弗·哥伦布发现的新世界》El Nuevo Mundo descubierto por Cristóbal Colón
- 《奥尔梅多的骑士》El caballero de Olmedo
- 《傻大姐》La dama boba
- 《无义的复仇》El castigo sin venganza
- 《阿马尔菲巴特勒公爵夫人》El mayordomo de la duquesa de Amalfi
- 《拉瓜迪亚无辜的儿童》El niño inocente de La Guardia
- 《塞维利亚之星》
- 《羊泉村》
- 《比赛奥公爵》
- 《无爱的丛林》La selva sin amor（西班牙第一部轻歌剧）

### 诗集
- 《德雷克海盗》La Dragontea (1598)
- 《圣伊西德罗》El Isidro (1599)
- 《当归之美》La hermosura de Angélica (1602)
- 《韵诗集》Rimas (1602)
- 《喜剧创作艺术》Arte nuevo de hacer comedias (1609)
- 《征服耶路撒冷》Jerusalén conquistada (1609)
- 《圣韵诗集》Rimas sacras (1614)
- 《菲洛梅娜》La Filomena (1621)
- 《瑟西》La Circe (1624)
- 《阿波罗的桂冠》El laurel de Apolo (1630)

### 韵文小说
- 《阿卡迪亚》Arcadia，1598
- 《朝圣者在自己的国家》El peregrino en su patria
- 《伯利恒的牧羊人》Pastores de Belén (novela pastoril a lo divino, 1612)
- 《切莱斯蒂娜》celestinesca